# Evan Fournier
Evan Mehdi Fournier (Saint-Maurice, 29 ottobre 1992) è un cestista francese, di origini algerine.

## Carriera
È stato selezionato dai Denver Nuggets al primo giro del Draft NBA 2012 (20ª scelta assoluta).

## Statistiche

### NBA

#### Regular Season
| Anno      | Squadra         | PG  | PT  | MP   | TC%  | 3P%  | TL%  | RP  | AP  | PRP | SP  | PP   |
| --------- | --------------- | --- | --- | ---- | ---- | ---- | ---- | --- | --- | --- | --- | ---- |
| 2012-2013 | Denver Nuggets  | 38  | 4   | 11,3 | 49,3 | 40,7 | 76,9 | 0,9 | 1,2 | 0,5 | 0,0 | 5,3  |
| 2013-2014 | Denver Nuggets  | 76  | 4   | 19,8 | 41,9 | 37,6 | 75,6 | 2,7 | 1,5 | 0,4 | 0,1 | 8,4  |
| 2014-2015 | Orlando Magic   | 58  | 32  | 28,6 | 44,0 | 37,8 | 72,8 | 2,6 | 2,1 | 0,7 | 0,0 | 12,0 |
| 2015-2016 | Orlando Magic   | 79  | 71  | 32,5 | 46,2 | 40,0 | 83,6 | 2,8 | 2,7 | 1,2 | 0,0 | 15,4 |
| 2016-2017 | Orlando Magic   | 68  | 66  | 32,8 | 43,9 | 35,6 | 80,5 | 3,1 | 3,0 | 1,0 | 0,1 | 17,2 |
| 2017-2018 | Orlando Magic   | 57  | 57  | 32,2 | 45,9 | 37,9 | 86,7 | 3,2 | 2,9 | 0,8 | 0,3 | 17,8 |
| 2018-2019 | Orlando Magic   | 81  | 81  | 31,5 | 43,8 | 34,0 | 80,6 | 3,2 | 3,6 | 0,9 | 0,1 | 15,1 |
| 2019-2020 | Orlando Magic   | 66  | 66  | 31,4 | 46,7 | 39,9 | 81,8 | 2,6 | 3,2 | 1,1 | 0,2 | 18,5 |
| 2020-2021 | Orlando Magic   | 26  | 26  | 30,3 | 46,1 | 38,8 | 79,7 | 2,9 | 3,7 | 1,0 | 0,3 | 19,7 |
| 2020-2021 | Boston Celtics  | 16  | 10  | 29,5 | 44,8 | 46,3 | 71,4 | 3,3 | 3,1 | 1,3 | 0,6 | 13,0 |
| 2021-2022 | N.Y. Knicks     | 80  | 80  | 29,5 | 41,7 | 38,9 | 70,8 | 2,6 | 2,1 | 1,0 | 0,3 | 14,1 |
| 2022-2023 | N.Y. Knicks     | 27  | 7   | 17,0 | 33,7 | 30,7 | 85,7 | 1,8 | 1,3 | 0,6 | 0,1 | 6,1  |
| 2023-2024 | N.Y. Knicks     | 3   | 0   | 13,0 | 20,0 | 13,3 | 100  | 1,3 | 1,0 | 1,3 | 0,0 | 4,0  |
| 2023-2024 | Detroit Pistons | 29  | 0   | 18,7 | 37,3 | 27,0 | 79,4 | 1,9 | 1,6 | 0,9 | 0,2 | 7,2  |
| Carriera  | Carriera        | 704 | 504 | 27,7 | 44,1 | 37,4 | 79,9 | 2,7 | 2,5 | 0,9 | 0,2 | 13,6 |

#### Play-off
| Anno     | Squadra        | PG | PT | MP   | TC%  | 3P%  | TL%  | RP  | AP  | PRP | SP  | PP   |
| -------- | -------------- | -- | -- | ---- | ---- | ---- | ---- | --- | --- | --- | --- | ---- |
| 2013     | Denver Nuggets | 4  | 4  | 13,3 | 35,3 | 0,0  | 87,5 | 0,0 | 1,0 | 0,5 | 0,0 | 4,8  |
| 2019     | Orlando Magic  | 5  | 5  | 35,0 | 34,8 | 23,5 | 75,0 | 3,2 | 2,0 | 1,4 | 0,0 | 12,4 |
| 2020     | Orlando Magic  | 5  | 5  | 34,2 | 35,1 | 34,3 | 70,6 | 4,0 | 2,6 | 1,2 | 0,6 | 12,8 |
| 2021     | Boston Celtics | 5  | 5  | 33,4 | 42,9 | 43,3 | 83,3 | 3,6 | 1,4 | 1,2 | 0,0 | 15,4 |
| Carriera | Carriera       | 19 | 19 | 29,8 | 37,4 | 30,8 | 77,8 | 2,8 | 1,8 | 1,1 | 0,2 | 11,7 |

#### Massimi in carriera
- Massimo di punti: 41 vs Boston Celtics (6 gennaio 2022)[1]
- Massimo di rimbalzi: 10 vs Toronto Raptors (3 febbraio 2017)
- Massimo di assist: 10 vs Boston Celtics (22 ottobre 2018)
- Massimo di palle rubate: 5 (3 volte)
- Massimo di stoppate: 3 vs Sacramento Kings (27 gennaio 2021)
- Massimo di minuti giocati: 46 vs Miami Heat (8 aprile 2016)

### Eurolega
| Anno      | Squadra    | PG | PT | MP   | TC%  | 3P%  | TL%  | RP  | AP  | PRP | SP  | PP   |
| --------- | ---------- | -- | -- | ---- | ---- | ---- | ---- | --- | --- | --- | --- | ---- |
| 2024-2025 | Olympiakos | 37 | 36 | 25,8 | 42,6 | 35,8 | 73,5 | 2,2 | 2,6 | 1,1 | 0,1 | 16,1 |
| Carriera  | Carriera   | 37 | 36 | 25,8 | 42,6 | 35,8 | 73,5 | 2,2 | 2,6 | 1,1 | 0,1 | 16,1 |

## Palmarès

### Squadra
- Campionato greco: 1

Olympiakos: 2024-2025
- Supercoppa greca: 1

Olympiakos: 2024

### Nazionale
- Olimpiadi

 Tokyo 2020
 Parigi 2024
- Mondiali: 2

 Spagna 2014
 Cina 2019
- Europei: 2

 Francia 2015
 Germania 2022
- Europei Under-20: 1
 Grecia 2011

- Europei Under-18: 1
 Francia 2009

- FIBA World Cup All-Tournament Teams: 1

2019